# Murphy Dunne
Pour les articles homonymes, voir Dunne.
Murphy Dunne est un acteur et compositeur américain, né en 1942 à Chicago.

## Biographie
Murphy Dunne a fait partie de l'orchestre des Blues Brothers

## Filmographie
- 1976 : Le Bus en folie de James Frawley : Tommy Joyce
- 1977 : Le Grand Frisson de Mel Brooks : le joueur de piano
- 1977 : Bon Dieu !  (Oh, God!), de Carl Reiner : le sténographe de Cour
- 1979 : Tendre Combat d'Howard Zieff : Mario
- 1980 : The Last Married Couple in America de Gilbert Cates
- 1980 : Les Blues Brothers de John Landis : Murph
- 1984 : Ernie Kovacs: Between the Laughter (téléfilm) de Lamont Johnson : Leon Lane
- 1984 : Les enquêtes de Remington Steele   Saison 3 épisode 17
- 1985 : Perfect de James Bridges : Peckerman
- 1988 : Héros de William Tannen : le manager du théâtre
- 1998 : Blues Brothers 2000 de John Landis : Murph
- 2003 : L'Attaque des guêpes tueuses (Deadly Swarm) de Paul Andresen : Earl